# Hinkerude
Hinkeruder er ruder tegnet i en formation på jorden, der anvendes til en leg, der involverer det at hinke på ét ben, enten med eller uden en hinkesten, som regel med hvidt kridt i f.eks. skolegårde eller på legepladser. At hoppe "hinkerude" er kendt over hele verden og findes i adskillige varianter. Der findes ubekræftede historier om, at leg med hinkeruder blev opfundet af enten romerne eller kineserne, mens legen første gang nævnes i engelsksprogede kilder i sidste halvdel af det 17. århundrede og i Danmark i starten af 1800-tallet under navnet "paradisleg".